# Chrysopogon lawsonii
Chrysopogon lawsonii är en gräsart som först beskrevs av Joseph Dalton Hooker, och fick sitt nu gällande namn av Jan Frederik Veldkamp. Chrysopogon lawsonii ingår i släktet Chrysopogon och familjen gräs. Inga underarter finns listade i Catalogue of Life.